# Шуттлер, Райнер
Ра́йнер Шу́ттлер (нем. Rainer Schüttler; род. 25 апреля 1976 в Корбахе, ФРГ) — немецкий профессиональный теннисист; финалист одного турнира Большого шлема в одиночном разряде (Открытый чемпионат Австралии-2003); серебряный призёр Олимпийских игр 2004 года в Афинах в мужском парном разряде (с Николасом Кифером); победитель восьми турниров ATP (из них четыре в одиночном разряде); бывшая пятая ракетка мира в одиночном разряде

## Общая информация
Родителей Райнера зовут Карл и Клара, есть сестра — Марита. Начал играть в теннис в девять лет.
Обладатель награды ATP в категории «Прогресс года» за 2003 год и в категории «Возвращение года» в 2008 году.

## Спортивная карьера
В 1995 году Шуттлер дебютировал на соревнованиях ATP-тура, пройдя квалификацию на турнир в Тель-Авиве. В феврале он впервые пробился в финал турнира серии «челленджер» в Любеке, а в октябре того же года в Эккентале выиграл свой первый «челленджер» в одиночном разряде и в парах. На турнирах ATP в 1997 и 1998 году Райнер несколько раз дошёл до четвертьфинала. В 1998 году он дебютировал в основной сетке турниров серии Большого шлема, сыграв на Уимблдонском турнире.
В начале 1999 года Шуттлер выиграл свой первый турнир ATP-тура в Дохе, победив в финале седьмую ракетку мира Тима Хэнмана. Это позволило ему переместиться со 124-го места в рейтинге АТР на 66-е. В апреле на пути в финал турнира в Мадрасе он победил вторую ракетку мира Карлоса Мойю. В решающем матче он уступил Байрону Блэку. В этом же году Шуттлер провёл свою первую игру за сборную Германии в Кубке Дэвиса.
В январе 2000 года Шуттлер остановился в шаге от защиты прошлогоднего титула в Дохе, но в финале уступил Фабрису Санторо, отказавшись продолжать матч в третьем сете. В мае он включён в сборную Германии на командном Кубке мира, но выиграл только один матч из трёх, а команда не вышла из отборочной группы. На Олимпиаде в Сиднее он обыграл в первом круге Тодда Мартина, но во втором не смог одолеть третью ракетку мира Густаво Куэртена. В июле 2001 года Райнер выиграл первый титул в туре в парном разряде, взяв его на турнире в Штутгарте в альянсе с Гильермо Каньясом. В сентябре он выиграл ещё один турнир в одиночном разряде, став чемпионом в Шанхае. После этой победы он добрался до финала в Гонконге, но титул взять не смог, уступив Марсело Риосу. Ещё в один финал он вышел в октябре на зальном турнире в Санкт-Петербурге, где проиграл Марату Сафину. В Гонконге и Санкт-Петербурге на пути к финалу он обыгрывал пятую ракетку мира Хуана-Карлоса Ферреро.
Следующего финала Шуттлер достиг в мае 2002 года на грунтовом турнире в Мюнхене, где его обыграл Юнес эль-Айнауи. Звёздный час Шуттлера настал в 2003 году, когда на Открытом чемпионате Австралии, где он ни до, ни после этого не проходил дальше четвёртого раунда. В том розыгрыше турнира он смог выйти в финал, победив по пути Энди Роддика, десятого в рейтинге; в финале он проиграл второй ракетке мира Андре Агасси. Благодаря этому немецкий теннисист совершил рывок с 36-го места в рейтинге на 16-е.
| Стадия  | Соперник (посев)     | Рейтинг | Счёт            | Время матча |
| 1 раунд | Альберт Портас       | 86      | 6-3 6-2 6-0     | 1 ч 33 мин  |
| 2 раунд | Рихард Крайчек       | 92      | 6-3 7-5 6-4     | 2 ч 7 мин   |
| 3 раунд | Марат Сафин (3)      | 3       | Без игры        |             |
| 4 раунд | Джеймс Блейк (23)    | 28      | 6-3 6-4 1-6 6-3 | 1 ч 55 мин  |
| 1/4     | Давид Налбандян (10) | 12      | 6-3 5-7 6-1 6-0 | 2 ч 18 мин  |
| 1/2     | Энди Роддик (9)      | 10      | 7-5 2-6 6-3 6-3 | 2 ч 19 мин  |
| Финал   | Андре Агасси (2)     | 2       | 2-6 2-6 1-6     | 1 ч 16 мин  |

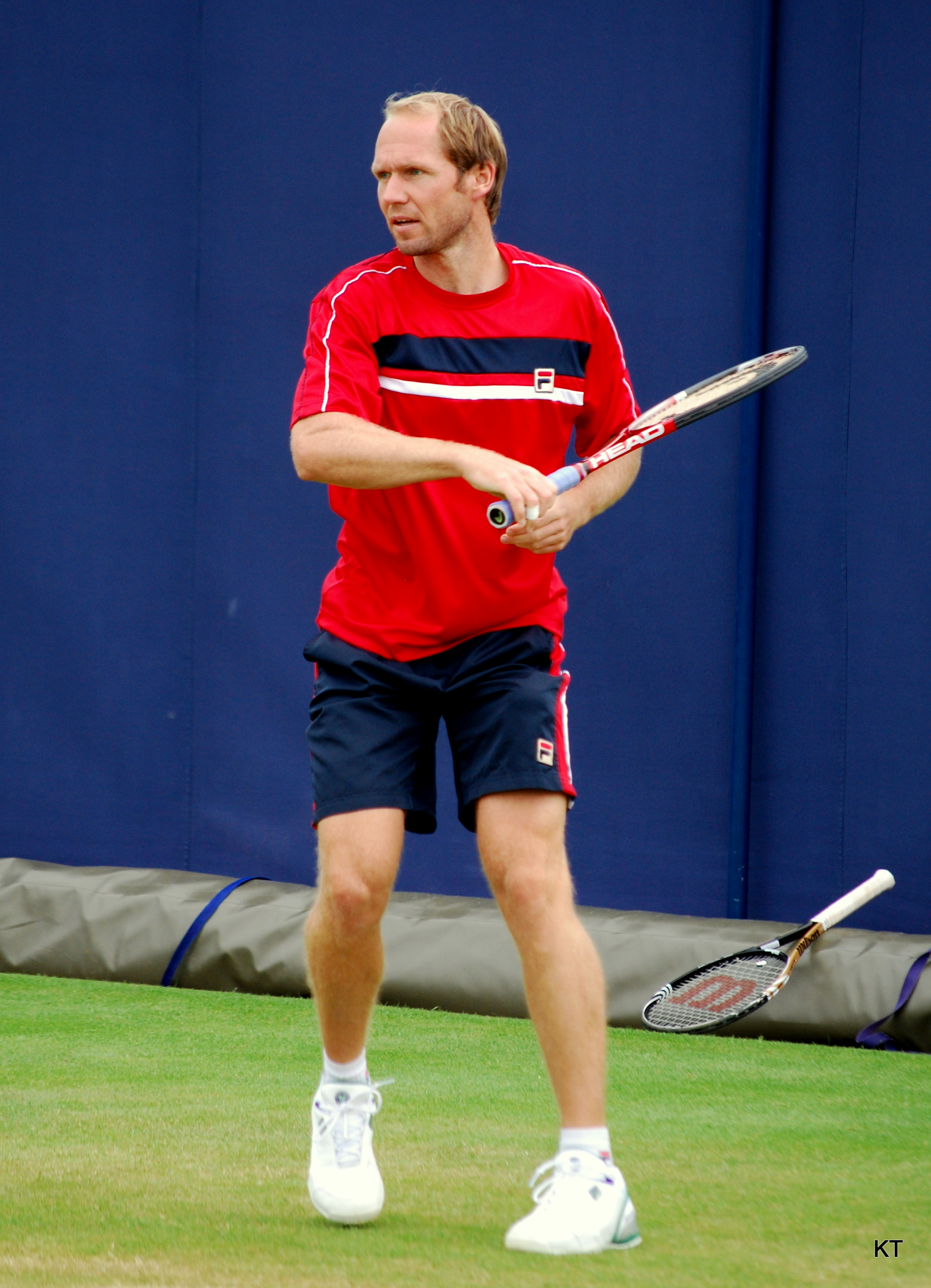
Шуттлер на турнире в Лондоне в 2011 году

В марте 2003 года Шуттлер впервые вышел в полуфинал турнира серии Мастерс, обыграв для этого в четвертьфинале в Индиан-Уэллсе № 6 в мире Энди Роддика. К июню немецкий теннисист впервые вошёл в Топ-10 в рейтинге, поднявшись на 8-ю строчку. В августе на Мастерсе в Монреале в 1/4 финала Шуттлер впервые обыграл действующего первого номера в мире. На тот момент им был Андре Агасси и Райнер обыграл американца со счётом 2-6, 6-2, 6-3 и прошёл в полуфинал. Через неделю ему удалось выйти в полуфинал ещё на одном Мастерсе — в Цинциннати. В сентябре Шуттлер вышел в финал турнира в Коста-ду-Сауипе. В октябре он смог выиграть два турнира подряд. Сначала он стал чемпионом в Токио, переиграв в финале Себастьяна Грожана. Затем он одержал победу на турнире в Лионе, обыграв в решающем матче ещё одного француза Арно Клемана. Заняв в рейтинге 6-е место, Шуттлер единственный раз в карьере отобрался на Итоговый турнир. На нём он смог обыграть в своей группе № 1 в мире на тот момент Энди Роддика, став единственным теннисистом, который в том году обыграл Роддика три раза, и № 4 Гильермо Корию. Выйдя в полуфинал, он сыграл против Андре Агасси и уступил американцу в трёх сетах. По итогам сезона Шуттлер был удостоен награды ATP в номинации «Прогресс года».
В 2004 году прошлогодний финалист Шуттлер в первом же круге Открытого чемпионата Австралии в пяти сетах проиграл малоизвестному 19-летнему тогда шведу Робину Сёдерлингу. В апреле он вышел в свой первый и единственный финал на турнирах серии Мастерс. Это произошло на грунте в Монте-Карло турнира Мастерс в Монте-Карло, где он смог выбить на своём пути двух теннисистов из Топ-10 (Тима Хенмена и Карлоса Мойю), но в финале проиграл Гильермо Корие — 2-6, 1-6, 3-6. После турнира Шуттлер поднялся на высшую в своей карьере пятую ступеньку в рейтинге. На Олимпийских играх в Афинах он был посеян седьмым, но проиграл в первом же круге россиянину Игорю Андрееву. В парном разряде Шуттлер в команде с Николасом Кифером, не будучи в числе посеянных, последовательно победили вторую, восьмую и пятую посеянные пары и в финале в напряжённом пятисетовом поединке уступили олимпийское «золото» чилийцам Гонсалесу и Массу. Таким образом, немецкий теннисист завоевал серебряную медаль Олимпиады. В 2004 году он был также избран президентом Совета игроков АТР и оставался на этом посту до 2006 года.
В дальнейшем Шуттлер уже не добивался сопоставимых успехов. После 2004 года он ни разу не выходил в финал турнира АТР в одиночном разряде, но выигрывал парные турниры. В январе 2005 года в дуэте с Лу Яньсюнем он взял титул на турнире в Ченнае. С 2005 по 2007 год Шуттлер в одиночном рейтинге находился в конце первой сотни. Некоторый всплеск в игре произошёл у Райнера в 2008 году. Весной он выиграл два парных приза: на турнире в Хьюстоне (с Эрнестом Гулбисом) и в Мюнхене (Михаэлем Беррером). В июле он напомнил о себе хорошим выступлением на Уимблдонском турнире. Шуттлер смог дойти до полуфинала, обыграв во втором круге восьмую ракетку мира Джеймса Блейка. В борьбе за финал он уступил победителю того Уимблдона Рафаэлю Надалю. Этот результат переместил его с 94-го на 39-е место в рейтинге. На третьих для себя Олимпийских играх в Пекине Райнер проиграл во втором раунде Новаку Джоковичу, а в парах выбыл уже на старте. Сезон 2008 года он закончил на 33-м месте и был удостоен награды ATP в категории «Возвращение года».
На следующий год в составе команды Германии Шуттлер впервые дошёл до финала командного Кубка мира, где его команда проиграла хорватам; на групповом этапе в матче с командой Франции он нанёс поражение седьмой ракетке мира Жилю Симону. Два раза до сезон он доходил до полуфиналов на турнирах АТР (в Ченнае и Хертогенбосе). Хотя Шуттлер продолжал постоянно выступать и после этого, он часто выступал в младшей серии «челленджер». В 2010 году он дважды доходил на турнирах этого уровня до финала, а его лучшим результатом в турнирах АТР стал выход в полуфинал турнира в Лондоне, по пути к которому он обыграл 20-ю ракетку мира Гаэля Монфиса. За следующий сезон на его счету были три финала «челленджеров» в одиночном разряде, в одном из которых (в Астане) он добился победы, в то время как на турнирах АТР и Большого шлема ему не удавалось пройти дальше второго круга. Свой последний матч Шуттлер провёл в квалификации Открытого чемпионат Австралии 2012 года. Немец проиграл во втором круге Александру Кудрявцеву — 6-7(7), 6-0, 6-8. Затем он никак не мог набрать форму после травмы паха и в октябре объявил о завершении своей 17-летней карьеры.
По завершении основной карьеры в конце 2016 года 40-летний Шуттлер принял участие в розыгрыше Международной теннисной премьер-лиги (IPTL) в разряде «легенд» и завоевал чемпионский титул в составе команды «Сингапур Сламмерс».

## Рейтинг на конец года
| Год  | Одиночный рейтинг | Парный рейтинг |
| 2012 | 855               |                |
| 2011 | 132               | 323            |
| 2010 | 84                | 243            |
| 2009 | 85                | 151            |
| 2008 | 33                | 99             |
| 2007 | 99                | 69             |
| 2006 | 97                | 74             |
| 2005 | 88                | 53             |
| 2004 | 42                | 72             |
| 2003 | 6                 | 73             |
| 2002 | 33                | 144            |
| 2001 | 43                | 135            |
| 2000 | 45                | 199            |
| 1999 | 48                | 424            |
| 1998 | 124               | 276            |
| 1997 | 117               | 428            |
| 1996 | 332               | 660            |
| 1995 | 446               | 752            |
| 1994 | 768               | 1 077          |

По данным официального сайта ATP на последнюю неделю года.

## Выступления на турнирах

### Финалы турниров Большого шлема в одиночном разряде (1)

#### Поражения (1)
| №  | Год  | Турнир                       | Покрытие | Соперник в финале | Счёт        |
| 1. | 2003 | Открытый чемпионат Австралии | Хард     | Андре Агасси      | 2-6 2-6 1-6 |

### Финалы турнировATPв одиночном разряде (12)

#### Победы (4)
| Титулы                        |
| ----------------------------- |
| Турниры Большого шлема (0)    |
| Олимпийские игры (0)          |
| Итоговый турнир ATP (0)       |
| ATP Мастерс (0)               |
| АТР International Gold (1+1*) |
| АТР International (3+3)       |

| Титулы по покрытиям | Титулы по месту проведения матчей турнира |
| ------------------- | ----------------------------------------- |
| Хард (3+1*)         | Зал (1)                                   |
| Грунт (0+3)         | Зал (1)                                   |
| Трава (0)           | Открытый воздух (3+4)                     |
| Ковёр (1)           | Открытый воздух (3+4)                     |

* количество побед в одиночном разряде + количество побед в парном разряде.
| №  | Дата             | Турнир        | Покрытие | Соперник в финале | Счёт        |
| 1. | 10 января 1999   | Доха, Катар   | Хард     | Тим Хенмен        | 6-4 5-7 6-1 |
| 2. | 23 сентября 2001 | Шанхай, Китай | Хард     | Мишель Кратохвил  | 6-3 6-4     |
| 3. | 5 октября 2003   | Токио, Япония | Хард     | Себастьян Грожан  | 7-6(5) 6-2  |
| 4. | 12 октября 2003  | Лион, Франция | Ковёр(i) | Арно Клеман       | 7-5 6-3     |

#### Поражения (8)
| №  | Дата             | Турнир                       | Покрытие | Соперник в финале | Счёт                |
| 1. | 11 апреля 1999   | Ченнаи, Индия                | Хард     | Байрон Блэк       | 4-6 6-1 3-6         |
| 2. | 9 января 2000    | Доха, Катар                  | Хард     | Фабрис Санторо    | 6-3 5-7 0-3 — отказ |
| 3. | 30 сентября 2001 | Гонконг                      | Хард     | Марсело Риос      | 6-7(3) 2-6          |
| 4. | 28 октября 2001  | Санкт-Петербург, Россия      | Хард(i)  | Марат Сафин       | 6-3 3-6 3-6         |
| 5. | 5 мая 2002       | Мюнхен, Германия             | Грунт    | Юнес эль-Айнауи   | 4-6 4-6             |
| 6. | 26 января 2003   | Открытый чемпионат Австралии | Хард     | Андре Агасси      | 2-6 2-6 1-6         |
| 7. | 14 сентября 2003 | Баия, Бразилия               | Хард     | Шенг Схалкен      | 2-6 4-6             |
| 8. | 25 апреля 2004   | Монте-Карло, Монако          | Грунт    | Гильермо Кориа    | 2-6 1-6 3-6         |

### Финалы челленджеров и фьючерсов в одиночном разряде (17)

#### Победы (9)
| Условные обозначения |
| Челленджеры (6+2*)   |
| Фьючерсы (3+1)       |

| Титулы по покрытиям | Титулы по месту проведения матчей турнира |
| ------------------- | ----------------------------------------- |
| Хард (5+1*)         | Зал (4+2)                                 |
| Грунт (1+1)         | Зал (4+2)                                 |
| Трава (0)           | Открытый воздух (5+1)                     |
| Ковёр (3+1)         | Открытый воздух (5+1)                     |

* количество побед в одиночном разряде + количество побед в парном разряде.
| №  | Дата             | Турнир                 | Покрытие | Соперник в финале  | Счёт           |
| 1. | 3 сентября 1995  | Измир, Турция          | Хард     | Риккардо Чируоло   | 6-2 3-6 6-2    |
| 2. | 10 сентября 1995 | Измир, Турция          | Хард     | Роберто Парли      | 6-2 6-0        |
| 3. | 19 мая 1996      | Янина, Греция          | Грунт    | Мартин Громец      | 2-6 7-5 7-5    |
| 4. | 26 октября 1997  | Эккенталь, Германия    | Ковёр(i) | Петр Лукса         | 6-4 6-1        |
| 5. | 29 ноября 1998   | Порторож, Словения     | Хард(i)  | Петер Весселс      | 6-3 6-2        |
| 6. | 19 ноября 2000   | Ахен, Германия         | Ковёр(i) | Йохан Сеттергрен   | 7-6(5) 1-6 6-1 |
| 7. | 5 ноября 2006    | Ахен, Германия         | Ковёр(i) | Евгений Королев    | 6-3 7-5        |
| 8. | 25 ноября 2007   | Куала-Лумпур, Малайзия | Хард     | Сергей Стаховский  | 7-6(2) 6-2     |
| 9. | 28 августа 2011  | Астана, Казахстан      | Хард     | Теймураз Габашвили | 7-6(6) 4-6 6-4 |

#### Поражения (8)
| №  | Дата            | Турнир                   | Покрытие | Соперник в финале   | Счёт           |
| 1. | 16 февраля 1997 | Любек, Германия          | Ковёр(i) | Джефф Грант         | 3-6 3-6        |
| 2. | 7 декабря 1997  | Бад-Липшпринге, Германия | Ковёр(i) | Михаэль Кольманн    | 6-4 6-7 5-7    |
| 3. | 8 октября 2000  | Братислава, Словакия     | Хард(i)  | Давиде Сангвинетти  | 5-7 1-6        |
| 4. | 20 августа 2006 | Грац, Австрия            | Хард     | Флориан Майер       | 4-6 7-5 2-6    |
| 5. | 25 апреля 2010  | Афины, Греция            | Хард     | Лу Яньсюнь          | 6-3 6-7(3) 4-6 |
| 6. | 2 мая 2010      | Родос, Греция            | Хард     | Дуди Села           | 6-7(3) 3-6     |
| 7. | 6 марта 2011    | Даллас, США              | Хард(i)  | Александр Богомолов | 6-7(5) 3-6     |
| 8. | 22 мая 2011     | Кремона, Италия          | Хард     | Игорь Куницын       | 2-6 6-7(2)     |

### Финалы Олимпийских турниров в мужском парном разряде (1)

#### Поражения (1)
| №  | Дата | Турнир        | Покрытие | Партнёр       | Соперники в финале              | Счёт                   |
| 1. | 2004 | Афины, Греция | Хард     | Николас Кифер | Фернандо Гонсалес Николас Массу | 2-6 6-4 6-3 6-7(7) 4-6 |

### Финалы турнировATPв парном разряде (9)

#### Победы (4)
| №  | Дата           | Турнир             | Покрытие | Партнёр         | Соперники в финале              | Счёт           |
| 1. | 22 июля 2001   | Штутгарт, Германия | Грунт    | Гильермо Каньяс | Джефф Таранго Майкл Хилл        | 4-6 7-6(1) 6-4 |
| 2. | 9 января 2005  | Ченнаи, Индия      | Хард     | Лу Яньсюнь      | Махеш Бхупати Йонас Бьоркман    | 7-5 4-6 7-6(4) |
| 3. | 20 апреля 2008 | Хьюстон, США       | Грунт    | Эрнест Гулбис   | Пабло Куэвас Марсель Гранольерс | 7-5 7-6(3)     |
| 4. | 4 мая 2008     | Мюнхен, Германия   | Грунт    | Михаэль Беррер  | Дэвид Мартин Скотт Липски       | 7-5 3-6 [10-8] |

#### Поражения (5)
| №  | Дата            | Турнир                  | Покрытие | Партнёр          | Соперники в финале              | Счёт                   |
| 1. | 20 октября 2003 | Санкт-Петербург, Россия | Хард(i)  | Михаэль Кольманн | Ненад Зимонич Юлиан Ноул        | 6-7(1) 3-6             |
| 2. | 22 августа 2004 | Олимпиада               | Хард     | Николас Кифер    | Фернандо Гонсалес Николас Массу | 2-6 6-4 6-3 6-7(7) 4-6 |
| 3. | 10 июля 2005    | Гштад, Швейцария        | Грунт    | Михаэль Кольманн | Леош Фридль Франтишек Чермак    | 6-7(6) 6-7(11)         |
| 4. | 18 июня 2006    | Халле, Германия         | Трава    | Михаэль Кольманн | Ненад Зимонич Фабрис Санторо    | 0-6 4-6                |
| 5. | 18 февраля 2007 | Сан-Хосе, США           | Хард     | Крис Хаггард     | Эрик Буторак Джейми Маррей      | 5-7 6-7(6)             |

### Финалы челленджеров и фьючерсов в парном разряде (4)

#### Победы (3)
| №  | Дата            | Турнир              | Покрытие | Партнёр            | Соперники в финале             | Счёт        |
| 1. | 5 мая 1996      | Янина, Греция       | Грунт    | Патрик Готтеслебен | Бернд Кристандль Мартин Громец | 6-4 6-4     |
| 2. | 26 октября 1997 | Эккенталь, Германия | Ковёр(i) | Ларс Реманн        | Георг Блюмауэр Максим Мирный   | 6-4 1-6 6-3 |
| 3. | 28 января 2007  | Тальхайм, Германия  | Хард(i)  | Михаэль Кольманн   | Сандер Грун Микаэль Льодра     | Без игры    |

#### Поражения (1)
| №  | Дата            | Турнир        | Покрытие | Партнёр            | Соперники в финале            | Счёт        |
| 1. | 3 сентября 1995 | Измир, Турция | Хард     | Патрик Готтеслебен | Симон Блан Сандро Делла Пиана | 6-4 2-6 2-6 |

### Финалы командных турниров (1)

#### Поражения (1)
| №  | Год  | Турнир               | Команда                                                    | Соперник в финале                              | Счёт в финале |
| -- | ---- | -------------------- | ---------------------------------------------------------- | ---------------------------------------------- | ------------- |
| 1. | 2009 | Командный Кубок мира | Германия · М. Зверев, Н. Кифер, Ф. Кольшрайбер, Р. Шуттлер | Сербия · В. Троицки, Я. Типсаревич, Н. Зимонич | 1-2           |

## История выступлений на турнирах
| Турнир                       | 1995          | 1996          | 1997          | 1998          | 1999          | 2000          | 2001          | 2002          | 2003          | 2004          | 2005          | 2006          | 2007          | 2008          | 2009          | 2010          | 2011          | 2012       | Итог   | В/П за карьеру |
| ---------------------------- | ------------- | ------------- | ------------- | ------------- | ------------- | ------------- | ------------- | ------------- | ------------- | ------------- | ------------- | ------------- | ------------- | ------------- | ------------- | ------------- | ------------- | ---------- | ------ | -------------- |
| Турниры Большого шлема       |               |               |               |               |               |               |               |               |               |               |               |               |               |               |               |               |               |            |        |                |
| Открытый чемпионат Австралии | -             | К             | К             | К             | 1Р            | 2Р            | 4Р            | 3Р            | Ф             | 1Р            | 2Р            | 1Р            | 1Р            | 2Р            | 1Р            | 2Р            | 1Р            | К          | 0 / 13 | 14-13          |
| Открытый чемпионат Франции   | -             | -             | К             | К             | 1Р            | 1Р            | 1Р            | 2Р            | 4Р            | 1Р            | 1Р            | 1Р            | К             | 1Р            | 1Р            | 1Р            | 1Р            | -          | 0 / 12 | 4-12           |
| Уимблдон                     | -             | К             | К             | 1Р            | 2Р            | 3Р            | 2Р            | 3Р            | 4Р            | 3Р            | 1Р            | 1Р            | -             | 1/2           | 2Р            | 2Р            | 2Р            | -          | 0 / 13 | 19-13          |
| Открытый чемпионат США       | -             | -             | К             | К             | 1Р            | 3Р            | 2Р            | 1Р            | 4Р            | 1Р            | 2Р            | 1Р            | 1Р            | 1Р            | 1Р            | 1Р            | -             | -          | 0 / 12 | 7-12           |
| Итог                         | 0 / 0         | 0 / 0         | 0 / 0         | 0 / 1         | 0 / 4         | 0 / 4         | 0 / 4         | 0 / 4         | 0 / 4         | 0 / 4         | 0 / 4         | 0 / 4         | 0 / 2         | 0 / 4         | 0 / 4         | 0 / 4         | 0 / 3         | 0 / 0      | 0 / 50 |                |
| В/П в сезоне                 | 0-0           | 0-0           | 0-0           | 0-1           | 1-4           | 5-4           | 5-4           | 5-4           | 14-4          | 2-4           | 2-4           | 0-4           | 0-2           | 6-4           | 1-4           | 2-4           | 1-3           | 0-0        |        | 44-50          |
| Итоговые турниры             |               |               |               |               |               |               |               |               |               |               |               |               |               |               |               |               |               |            |        |                |
| Финал мирового тура ATP      | -             | -             | -             | -             | -             | -             | -             | -             | 1/2           | -             | -             | -             | -             | -             | -             | -             | -             | -          | 0 / 12 | 2-2            |
| Олимпийские игры             |               |               |               |               |               |               |               |               |               |               |               |               |               |               |               |               |               |            |        |                |
| Олимпиада                    | НП            | -             | Не проводился | Не проводился | Не проводился | 2Р            | Не проводился | Не проводился | Не проводился | 1Р            | Не проводился | Не проводился | Не проводился | 2Р            | Не проводился | Не проводился | Не проводился | -          | 0 / 3  | 2-3            |
| Турниры Мастерс              |               |               |               |               |               |               |               |               |               |               |               |               |               |               |               |               |               |            |        |                |
| Индиан-Уэллc                 | -             | -             | -             | -             | -             | -             | 1Р            | 1/4           | 1/2           | 2Р            | 2Р            | 2Р            | 1Р            | 1Р            | 2Р            | 2Р            | 2Р            | -          | 0 / 11 | 11-11          |
| Майами                       | -             | К             | К             | -             | 1Р            | 1Р            | 2Р            | 2Р            | 3Р            | 2Р            | 2Р            | К             | К             | 1Р            | 3Р            | 1Р            | 2Р            | -          | 0 / 11 | 5-11           |
| Монте-Карло                  | -             | -             | -             | -             | -             | 1Р            | 1Р            | 1Р            | 2Р            | Ф             | 1Р            | -             | -             | -             | 1Р            | -             | -             | -          | 0 / 7  | 6-7            |
| Гамбург                      | К             | -             | К             | К             | 3Р            | 2Р            | 1Р            | 2Р            | 3Р            | 1Р            | 1Р            | 2Р            | 1Р            | 1Р            | Не Мастерс    | Не Мастерс    | Не Мастерс    | Не Мастерс | 0 / 10 | 7-10           |
| Штутгарт/Мадрид              | -             | К             | -             | К             | 1Р            | 1Р            | 1Р            | 1Р            | 2Р            | 2Р            | -             | -             | -             | 1Р            | 1Р            | -             | -             | -          | 0 / 8  | 0-8            |
| Рим                          | -             | -             | -             | К             | -             | -             | 1Р            | 1Р            | 1/4           | 1Р            | 1Р            | -             | -             | -             | -             | -             | -             | -          | 0 / 5  | 3-5            |
| Торонто/Монреаль             | -             | -             | -             | -             | 1Р            | -             | -             | 1Р            | 1/2           | 1Р            | -             | -             | -             | -             | 2Р            | -             | -             | -          | 0 / 5  | 5-5            |
| Цинциннати                   | -             | -             | -             | -             | 3Р            | -             | -             | 1/4           | 1/2           | 1Р            | -             | -             | -             | -             | К             | -             | -             | -          | 0 / 4  | 9-4            |
| Шанхай                       | Не проводился | Не проводился | Не проводился | Не проводился | Не проводился | Не проводился | Не проводился | Не проводился | Не проводился | Не проводился | Не проводился | Не проводился | Не проводился | Не проводился | 3Р            | -             | -             | -          | 0 / 1  | 2-1            |
| Париж                        | -             | -             | -             | -             | 1Р            | -             | -             | 1Р            | 1/4           | 1Р            | -             | -             | -             | 1Р            | -             | -             | -             | -          | 0 / 5  | 2-5            |
| Статистика за карьеру        |               |               |               |               |               |               |               |               |               |               |               |               |               |               |               |               |               |            |        |                |
| Проведено финалов            | 0             | 0             | 0             | 0             | 0             | 2             | 1             | 3             | 1             | 4             | 1             | 0             | 0             | 0             | 0             | 0             | 0             | 0          |        | 12             |
| Выиграно турниров            | 0             | 0             | 0             | 0             | 0             | 1             | 0             | 1             | 0             | 2             | 0             | 0             | 0             | 0             | 0             | 0             | 0             | 0          |        | 4              |
| В/П: всего                   | 0-1           | 0-0           | 5-2           | 12-15         | 23-29         | 23-29         | 33-31         | 41-30         | 71-30         | 29-30         | 18-24         | 11-21         | 7-13          | 21-23         | 16-29         | 12-17         | 5-13          | 0-0        |        | 327-337        |
| Σ % побед                    | 0 %           | 0 %           | 71 %          | 44 %          | 44 %          | 44 %          | 52 %          | 58 %          | 70 %          | 49 %          | 43 %          | 34 %          | 35 %          | 48 %          | 36 %          | 41 %          | 28 %          | 0 %        |        | 49 %           |